# Esquadrão N.º 71 da RAF
O Esquadrão N.º 71 foi um esquadrão da Força Aérea Real. O número foi usado três vezes: uma vez pelo Royal Flying Corps para um esquadrão do Australian Flying Corps; na Segunda Guerra Mundial como o primeiro dos três Esquadrões Águia; e no pós-guerra como uma unidade de caça-bombardeiro sob o comando da Royal Air Force Germany.

## Aeronaves operadas
| Datas                               | Aeronave             | Variante | Notas                   |
| ----------------------------------- | -------------------- | -------- | ----------------------- |
| Junho de 1917 a outubro de 1917     | Vários               |          |                         |
| Outubro de 1917 - janeiro de 1918   | Sopwith Camel        |          | Australian Flying Corps |
| Outubro de 1940 - novembro de 1940  | Brewster Buffalo     | I        |                         |
| Novembro de 1940 a maio de 1941     | Hawker Hurricane     | I        |                         |
| Abril de 1941 - agosto de 1941      | Hawker Hurricane     | IIB      |                         |
| Agosto de 1941 - setembro de 1941   | Supermarine Spitfire | IIA      |                         |
| Setembro de 1941 - setembro de 1942 | Supermarine Spitfire | VB       |                         |
| Outubro 1950 - outubro 1953         | De Haviland Vampire  | FB.5     |                         |
| Outubro de 1953 - maio de 1956      | North American Sabre | F.4      |                         |
| Abril de 1956 - abril de 1957       | Hawker Hunter        | F.4      |                         |